# Viktor Semёnovič Turbin
Viktor Semёnovič Turbin (1913 – 25 settembre 1984) è stato un regista sovietico.

## Filmografia parziale

### Regista
- Portret Doriana Greja (1968)
- Fialka (1976)